# Enrico Guicciardi
Enrico Guicciardi (Novara, 18 maggio 1909 – 3 dicembre 1970) è stato un giurista e avvocato italiano, professore universitario di diritto amministrativo.

## Vita e carriera accademica
Nato a Novara, dalla nobile famiglia Guicciardi originaria della Valtellina, crebbe a Venezia, dove si era trasferita la sua famiglia.
Sposò a Venezia nel 1937  Adele Chiapparini Sacchini, discendente dal generale napoleonico Giuseppe Sacchini.Era fratello minore di Diego Guicciardi (1906-1989), imprenditore petrolifero e presidente della Shell italiana.
Laureato in giurisprudenza presso l'Università di Padova con una tesi in diritto costituzionale, sotto la guida del prof. Donato Donati, divenne professore di diritto amministrativo nel corso degli anni '30, sviluppando il pensiero del proprio maestro nel solco della cosiddetta “scuola positiva” del diritto pubblico. Negli anni universitari strinse una profonda amicizia con Antonio Amorth, all'epoca suo compagno di corso, ed a sua volta professore ordinario di diritto amministrativo nelle Università di Modena e Reggio Emilia e nell'Università Statale di Milano.
A partire dal 1933 insegnò diritto amministrativo presso l'istituto universitario Ca' Foscari di Venezia, vincendo nel 1935 il concorso a cattedra come professore ordinario presso la facoltà di giurisprudenza dell'Università di Cagliari. Fu chiamato a ricoprire la cattedra di diritto amministrativo della Facoltà di giurisprudenza dell'Università di Padova, assumendo formalmente l'incarico nel 1936 e mantenendo la titolarità della cattedra fino alla sua scomparsa nel 1970.
Negli anni della seconda guerra mondiale, a seguito dell'allontanamento dalla cattedra di diritto costituzionale del prof. Donati in applicazione delle leggi razziali del 1938, aiutò lo stesso Donati a rifugiarsi in Svizzera con l'ausilio dell'amico e collega Amorth.
Furono allievi di Guicciardi Leopoldo Mazzarolli, titolare della cattedra di diritto amministrativo presso la facoltà padovana in seguito alla morte dello stesso Guicciardi, Francesco Gullo e Gherardo Bergonzini (anche loro titolari del diritto amministrativo a Padova), nonché Giandomenico Falcon (ordinario di diritto amministrativo nell'Università di Trento). In origine, fu allievo di Guicciardi anche Feliciano Benvenuti, ordinario presso l'Università Cattolica di Milano e l'Università Ca' Foscari di Venezia, ma nel corso degli anni il rapporto fra i due studiosi finì per allentarsi. Il pensiero ed il metodo di Guicciardi ebbero una forte influenza anche su Aldo Attardi, collega nell'Università di Padova.
Fu preside della Facoltà di Giurisprudenza nel 1943 e, successivamente, nel biennio 1945 - 1947. Fu direttore dell'Istituto di diritto pubblico dell'Università di Padova, originariamente fondato e diretto dallo stesso Donato Donati, nei periodi ricompresi fra il 1939-1947 ed il 1950-1967.
A partire dalla fine degli anni '40 esercitò con crescente impegno la professione forense, fu membro del Consiglio Nazionale Forense, di cui assunse la presidenza nel 1969, e fu parte del comitato scientifico e direttivo de La giurisprudenza italiana dal 1946 alla sua scomparsa.

## Le opere principali
I primi lavori di Guicciardi risalgono agli anni trenta, e sono rappresentati in particolare da tre studi monografici: Il demanio (1934, pubblicata in volume autonomo per i tipi della Cedam); Le transazioni degli enti pubblici (1936, pubblicata nella rivista "Archivio di diritto pubblico"); L'atto politico (1937, pubblicata nella rivista "Archivio di diritto pubblico").
Nel 1937 Guicciardi pubblicò, sempre presso la rivista "Archivio di diritto pubblico", l'importante prolusione-saggio su "Concetti tradizionali e principi ricostruttivi nella giustizia amministrativa", caratterizzato da un esame ad ampio raggio delle problematiche attinenti al sistema di giustizia amministrativa derivante dalla disciplina del 1865 e del 1889.
Nel 1942 fu pubblicata la prima edizione de "La giustizia amministrativa". Il testo, concepito per finalità didattiche, ricostruiva in chiave sistematica le forme di tutela del cittadino nei confronti della pubblica amministrazione, nelle forme dei ricorsi amministrativi, dei ricorsi giurisdizionali al giudice amministrativo, e delle tecniche di tutela di fronte all'autorità giudiziaria ordinaria. La prima parte del testo analizza anche il diritto amministrativo sostanziale - come presupposto della tutela processuale - e delinea in termini compiuti la fondamentale dicotomia guicciardiana fra "norme di relazione" (finalizzate a risolvere i conflitti intersoggettivi fra privati ed amministrazione) e "norme di azione" (finalizzate a disciplinare l'esercizio delle attività amministrative, e, in particolare, la formazione del provvedimento).
Per tutta la sua carriera accademica Guicciardi fu un attento annotatore della giurisprudenza amministrativa ed ordinaria, anche in qualità di co-direttore della rivista "La giurisprudenza italiana".
I principali contributi in tema di giustizia amministrativa furono raccolti dallo stesso Guicciardi nella raccolta "Studi di giustizia amministrativa" (Torino, 1967).
Nel 1968, in qualità di membro dell'Accademia Nazionale dei Lincei, Guicciardi elaborò un importante contributo su "L'art. 42 della Costituzione e la svalutazione della proprietà privata", tornando a riflettere sui temi maggiormente approfonditi ad inizio carriera.

## Il metodo scientifico
Sotto il profilo metodologico, Guicciardi prediligeva un approccio formale allo studio del diritto, individuando nella norma giuridica posta dal legislatore il principale oggetto dell'analisi giuridica. In tale prospettiva, l'esame delle varie disposizioni di legge e delle loro relazioni reciproche doveva essere condotto sulla base di una pura logica formale, espungendo da esso ogni elemento extragiuridico o metagiuridico, sulla scorta delle teorizzazioni giovanili di Donato Donati.
In tale prospettiva, il pensiero di Guicciardi appare antitetico al realismo giuridico di autori come Massimo Severo Giannini, ritenendo in sostanza che lo studio del diritto amministrativo non debba e non possa coincidere con il più generale studio della pubblica amministrazione, riservato ai cultori della sociologia del diritto, delle scienze politiche e dell'organizzazione amministrativa.
Esso è parimenti antitetico al pensiero di autori come Feliciano Benvenuti, nella parte in cui ritiene che lo studio delle norme giuridiche non debba e non possa essere confuso con lo studio delle loro implicazioni e dei loro effetti sullo sviluppo della società, sulla libertà dell'individuo e sull'attuazione dei valori contenuti nella Costituzione, posto che tali valutazioni, pur commendevoli, sono riservate ai cultori della scienza politica e della filosofia del diritto.
Alcuni autori imputano a Guicciardi una sorta di indifferenza rispetto ai mutamenti impressi al diritto amministrativo dall'entrata in vigore della Costituzione, ritenendo in sostanza il suo positivismo giuridico impermeabile ai valori dell'ordinamento ed adattabile a qualunque forma di Governo e di Stato: a conferma di ciò, si è osservato come la stessa Giustizia amministrativa, concepita e scritta durante il periodo fascista, venne ripubblicata senza significative variazioni a seguito dell'entrata in vigore della Costituzione, quasi che le norme costituzionali in materia di giustizia amministrativa nulla avessero innovato rispetto al passato.
La critica, che sottende un'accusa di conservatorismo, può essere peraltro ribaltata osservando come proprio l'astrattezza del metodo tecnico giuridico di Guicciardi (ma anche di altri giuristi del primo '900) consentisse di affermare l'autonomia della scienza e degli studi giuridici, e la sua conseguente scientificità, depurandola da influenze e valutazioni di ordine politico-contingente, tipiche invece del pensiero "attualista" che si era andato affermando nella filosofia e nella scienza giuridica degli anni '30, epoca in cui il pensiero giuridico di Guicciardi ebbe a formarsi.